# Черноморское штурманское училище
Черноморское штурманское училище — военное учебное заведение морского ведомства Российской империи.

## История
В 1795 году в Николаев был переведён морской кадетский корпус, открытый не позднее 1792 года в Херсоне. Он был размещён в специально построенном здании, рассчитанном на 360 человек с необходимыми хозяйственными постройками — на Адмиральской улице. В год перемещения кадетского корпуса в Николаев состоялся очередной выпуск во флот гардемаринов — 21 человек. В следующем, 1796 году, было выпущено 26 человек.
В 1798 году Комитет образования при Адмиралтейской коллегии признал, что достаточно иметь один кадетский корпус в Петербурге, а в освобождающемся здании было решено разместить переводом из Херсона штурманское училище и училище корабельной архитектуры, которое просуществовало в Николаеве недолго — до 1803 года. Новые штаты этих учебных заведений были утверждены 20 августа 1798 года; штатное число обучающихся в училище было определено в 271 человек: в первом классе — 95, во втором — 100, в третьем — 76). Однако уже начале 1801 года в училище насчитывалось 395 человек, в том числе гардемаринов, оставшихся от кадетского корпуса — 68 и вновь поступивших в комплекте — 8, сверх комплекта — 16; кадетов в комплекте — 35, сверх комплекта — 45; штурманских учеников в первом классе — 55, во втором — 103, третьем — 65. В штат входили директор, его помощник и 14 учителей.
В училище принимались дети служащих, как дворян, так и разночинцев, в возрасте с девяти лет. Курс обучения был рассчитан на восемь лет. В училище преподавали: правописание, арифметику, геометрию, рисование и черчение планов, плоскую и сферическую тригонометрию, плоскую и меркаторскую навигацию, астрономию, геодезию, пользование морскими картами и инструментами, английский язык.
В 1805 году было определено, что в училище могут обучаться 150 человек. Таким образом, Черноморское училище окончательно получило половинный штат Балтийского штурманского училища. К прежним учебным предметам добавились: Закон Божий, грамматика, риторика, логика, география, история, алгебра, высшая математика, гидравлика, начала физики, языки: французский, итальянский, турецкий (английский язык былисключён); позднее турецкий язык заменен греческим, а затем английским. В училище стали принимать только обер-офицерских (начиная с майора) детей всех ведомств. В случае недобора разрешалось брать учеников из бывших тогда в Николаеве артиллерийского и флотского училищ. В летнее время старшие ученики (кадеты) и гардемарины совершали учебное плавание на фрегате «Счастливый», корвете «Святой Павел», бриге «Орфей», шлюпе «Диана» и бригантине «Михаил»; отдельные гардемарины крейсировали в Чёрном море на фрегате «Минерва» и бриге «Мингрелия». Гардемарины, окончившие училище и успешно проведшие на море три кампании, по особому экзамену в количестве 7-8 человек производились в мичманы. Остальные гардемарины и кадеты, отлично окончившие курс, выпускались штурманскими помощниками 14-го класса; а окончившие с хорошими показателями — штурманскими помощниками унтер-офицерского чина.
В 1820 году для училища было построено на мысе Порохового погреба новое двухэтажное здание с бельведером, использовавшимся для астрономических наблюдений.
В июне 1826 года училище было преобразовано в Черноморскую штурманскую роту (Черноморский 1-й штурманский полуэкипаж) и в таком виде действовало до 1862 года. Несмотря на многочисленные реформы, это училище на протяжении XIX века, было ведущим военно-морским учебным заведением юга России. Оно подготовило около 500 офицеров-штурманов.
При упразднении штурманской роты всё её имущество — церковная утварь, библиотека, кабинеты: физический, метеорологический и нумизматический, химическая лаборатория, приспособления для гимнастики и вся мебель — было передано в открывшуюся 14 ноября 1862 года реальную мужскую гимназию; туда же были переведены и оставшиеся воспитанники роты.

## Директора училища
- капитан 1-го ранга И. Т. Овин
- 1802—1805: адмирал М. И. Войнович
- 1805—1808: вице-адмирал Н. Л. Языков
- 10.12.1808—1810: вице-адмирал С. А. Пустошкин
- 1810—1821: И. Г. Бардаки
- с 1823: капитан 1-го ранга П. А. Адамопуло

## Преподаватели
В числе преподавателей штурманского училища были: П. И. Суворов (математика, английский язык), К. Х. Кнорре (астрономия), Андреас (Андрей Эмануилович) Аркас (история, греческий язык ), законоучитель Димитрий (Сулима)

## Выпускники
Выпускники Черноморского штурманского училища